# 하넬로레 콜
요한나 클라라 엘레오노레 "하넬로레" 콜(혼전성 레너(Renner), 독일어: Johanna Klara Eleonore "Hannelore" Kohl), 1933년 3월 7일 ~ 2001년 7월 5일)은 전 독일 수상 헬무트 콜의 부인이다.

## 생애
베를린 태생으로 아버지 빌헬름 레너는 판처파우스트의 개발사인 후고 슈나이더 주식회사의 직업소개소장을 지냈다.
독일이 제2차 세계 대전에 패망했을 때 당시 12세였던 하넬로레는 모친과 함께 붉은 군대 병사들에게 강간당하고 창문 밖으로 내던져졌다. 강간의 정신적 충격에 더하여 추락으로 인해 척추에 금이 가서 평생 고생해야 했다. 1983년 자신과 유사한 중추신경계 장애를 갖게 된 이들을 돕기 위해 쿠라토리움 ZNS 재단을 설립하고 그 총재가 되었다.
15세 때 루트비히스하펜의 학교 무도회에서 콜을 처음 만났다고 한다. 영어와 프랑스어에 능통한 그녀는 남편의 통역으로 활약하였다.
2001년 7월 5일 루트비히스하펜 자택에서 과량의 수면제를 복용하여 숨진 채로 발견되었다. 하넬로레는 자살하기 몇 년 전부터 페니실린 치료의 부작용인 광선피부염으로 고통받아온 것으로 알려졌다.